# Transzoxánia

Közép-Ázsia tartományai és fő települései a 8. században

Transzoxánia, arabul Ma Vará an-Nahr (ما وراء النهر = „Folyóntúl”), perzsául Farárud (فرارود = „Folyóntúl”) középkori régió Közép-Ázsiában, a mai Üzbegisztán, Tádzsikisztán és Délnyugat-Kazahsztán területén, a Kara-kum sivataga, valamint az Amu-darja és Szir-darja folyók között. A nyugati nyelvekben elterjedt név latin eredetű és az „Óxosz/Oxus folyón túli” területet jelöli; az Óxosz az Amu-darja görög neve volt. A selyemút az ókortól kezdve ezen a térségen keresztül haladt Kína felől a Közel-Kelet felé, így a térségben gazdag, népes, pezsgő kultúrájú kereskedővárosok virágozhattak (a két legnagyobb az évszázadokon keresztül uralkodói székhelyként is szolgáló Szamarkand és Buhara).

## Története
Területe az ókori Szogdiáénak (görögül Szogdiané) felel meg. Nagy Sándor i. e. 330-i. e. 327 között több hadjáratban meghódította, így ez vált legtávolabbi térséggé északkeleten, ameddig a hellenisztikus kultúra eljutott. A régiót vegyes görög – iráni (szogd, perzsa) – kínai – indiai – buddhista és keresztény kultúra és népesség jellemezte egészen a 7. század közepén megkezdődő iszlám hódításig. A Szászánida Birodalom idején a tartomány fontos kulturális és tudományos központtá vált az erős királyi hatalom és a selyemútból származó gazdasági jólét következtében. 

### Korai muszlim kor
A muszlim arabok az északkelet-iráni Horászánból kiindulva a 8. század elejétől kezdődően többször megpróbálták elfoglalni az iráni földesurak (dihkánok) által uralt területet, de nem értek el tartós eredményeket. Az első hadjáratok Kutajba ibn Muszlim helytartó nevéhez fűzödnek a 8. század elején, aki Buhara és Szamarkand urait vazallusi státuszba kényszerítette, és muszlim helyőrségeket telepített a térségbe. A helyiek részben a nomád türkök, részben a Transzoxániát befolyása alá vonni kívánó kínai Tang-dinasztia segítségével több ízben fellázadtak, így csak az utolsó omajjád helytartó, Naszr ibn Szajjár tudta véglegesen megszilárdítani az arab-muszlim uralmat Transzoxániában a 730-as évek végén. 751-ben a nyugatról érkezett arab csapatok és velük szövetséges helyiek döntő vereséget mértek a kínai seregekre, ezzel döntötték el a térség sorsát.

### A számánida virágkor
Szamarkand és Buhara a perzsa kultúra központja maradt azután is, hogy az iszlám fokozatosan teret nyert. A helyi eredetű számánida család tagjai 819 körül kaptak helytartóságokat al-Mamún kalifától Transzoxániában és az azon túl fekvő területeken (Szamarkand, Sás, Fergana), majd 875-ben az egész tartományt az addigi szamarkandi és ferganai emír, Naszr ibn Ahmad kapta meg. Utóda, a tádzsikok által nemzeti hősként tisztelt Iszmáíl ibn Ahmad emír (ur. 892-907) a törzsterületeken kívül meghódította a mai Irán északi és keleti részének zömét, illetve kiterjesztette a számánida fennhatóságot Közép-Ázsia egészére és a mai Afganisztánra is; a nevéhez fűződik a kicsiny, Szamarkand és Fergana közti uszrúsanai államocska felszámolása is. A 999-ig uralkodó Számánidák udvarának kiemelt szerepe volt az arab által addig háttérbe szorított perzsa nyelv irodalmi és hivatalos nyelvként történő újjáéledésében.

### Nomád török uralom a Karahánidák alatt
999-ben a trónviszályoktól és lázadásoktól meggyengült Számánidákat az északról támadó nomád törököket vezető Karahánidák buktatták meg a mai afganisztáni területekről érkező gaznavidákkal szövetségben. A Számánidák transzoxániai területeit a Karahánidák uralták a 13. század elejéig: alattuk kezdődött meg az addig iráni nyelvű térség nyelvi-etnikai eltörökösödése. A Transzoxánia központú nyugati karahánida kánság 1089-1141 között a Nagyszeldzsuk Birodalom vazallusa volt, majd a szeldzsuk-karahánida szövetség 1141-es katváni veresége után a Kína felől érkezett Karakitajok (másképp: Nyugati-Liao-dinasztia) főségét ismerte el. Utóbbiak uralmát az Aral-tótól délre felemelkedő Hvárezmi Birodalom próbálta megdönteni: Alá ad-Dín Muhammad hvárezmsah ennek során felszámolta az ingadozó hűségű Oszmán Szultán kán uralmát 1212/1213 folyamán.

### Csagatáj és timurida uralom
A hvárezmi birodalom éveken belül semmivé foszlott, amikor Dzsingisz kán 1219-ben behatolt Transzoxániába is, ahol 1219-ben Buharát, 1220-ban pedig Szamarkandot ostromolták meg és rombolták porig hadai. A lakosság zömét mindenütt lemészárolták, a kézművesek kivételével, akiket a mongol hátországba küldtek rabszolgaként. Dzsingisz kán 1227-ben bekövetkezett halála előtt a közép-ázsiai területeket második fiára, Csagatájra hagyta; innen származik a későbbiekben használatos Csagatáj Kánság név. 
A Csagatáj-ház kánjai 1346-tól kezdve elvesztették tényleges hatalmukat, és széteső államukban a különböző török és mongol törzsek vezetői, emírjei vették át a hatalmat Dzsingisz kán erőtlen leszármazottai nevében. Közülük emelkedett ki a Timur Lenkként ("Sánta Timur") ismertté vált hódító, aki az eltörökösödött mongol barlasz törzsszövetség tagjaként 1370-ben vette át a hatalmat az 1363-ban kettészakadt kánság nyugati részében, leszámolva riválisaival. Timur 1405-ig tartó uralkodása alatt leigázta teljes Iránt és Mezopotámiát, évtizedekre szétzúzta az Oszmán Birodalmat, fősége elismerésére kényszerítette az egyiptomi és szíriai térséget uraló Mamlúk Birodalmat, végzetes csapást mért a kelet-európai sztyeppet uraló Arany Hordára, 1398-ban pedig a domináns indiai hatalom, Delhi Szultánság fővárosát is kifosztotta. Timur hadjáratain felmérhetetlenül nagy vagyont szerzett és a mongol hagyományokat folytatva számtalan művészt és mesterembert szállíttatott birodalma pompás székhelyére, Szamarkandba.
Timur halála után leszármazottai, a Timuridák osztották fel egymás közt a birodalmat. Köztük Timur Sáhruh nevű fia szerezte meg a főséget (ur. 1405-1447), aki alatt az expanzió véget értek, de a birodalom és annak transzoxániai magterületei a virágkorukat élték. A művészeteket és tudományt bőkezűen patronáló timuridák udvarában nem csak a perzsa, hanem immár a közép-ázsiai török csagatáj nyelv is irodalmi nyelvvé vált. Sáhruh utódai idején a timurida fejedelemségeket egymás elleni harcaik, illetve nomád török törzsszövetségek támadásai gyengítették (a Karakojunlu és Akkojunlu Anatólia és Irán, az Üzbég Kánság pedig Hvárezm felől tört előre). Végül Szamarkand 1505-ben a magát Dzsingisz kántól származtató üzbég Muhammad Sajbáni kán birtokába került, aki az 1506-ban elfoglalt Buharában rendezte be székhelyét, megalapítva a Buharai Kánságot.

### Buharai dominancia
A Buharai Kánság 1506-tól 1785-ig állt fenn, fennállása során folyamatosan rivalizálva a hajdani Hvárezmben létrejött északi Hívai Kánsággal, valamint keleten a ferganai központú Kokandi Kánsággal. Mivel a 16. századra a világkereskedelem súlypontja az Ázsiát délről megközelítő tengeri útvonalra tevődött át, a selyemút jelentősége drasztikusan lecsökkent, így az évezredek óta biztosan áramló jövedelmek elapadtak, a nomád törökök által dominált transzoxániai térség pedig fokozatosan elszegényedett. A Buharai Kánság fénykorát II. Abdullah alatt élte (1583-1598), aki megszerezte Hívát, illetve a gyengélkedő iráni Szafavidáktól elhódította Horászánt, és Herátig terjesztette ki uralmát. Halála után, 1599-ben az Orosz Birodalom által bekebelezett Asztraháni Kánság uralkodóitól - azaz végeredményben szintén Dzsingisz kántól - származó Dzsánidák vették át a hatalmat a Sajbánidáktól, Nagy Abbász sah pedig kiszorította az üzbégeket az iráni térségből. 
1740-ben Nádir perzsa sah leigázta a kánságot, hűbéressé téve a dzsánida kánokat. A kései dzsánida kánok mellett a főminiszteri (atalik) pozíciót betöltő Mangit család vette át a tényleges hatalmat. 1785-ben a Mangit főminiszter megbuktatta az utolsó dzsánida bábfejedelmet, átvéve a hatalmat Buharában. Mivel nem Dzsingisztől származott, a káni titulus helyett az iszlám legitimitást hangsúlyozó emíri címet vette fel, így létrehozva a Buharai Emírséget. 

### Orosz befolyás, szovjet uralom
A buharai emír 1865-ben segélycsapatokat küldött az orosz sereg által ostromlott, egyébként kokandi fennhatóság alá tartozó Taskent felmentésére. Az expedíciós erő nem járt sikerrel, viszont az emírség az orosz hódítók célpontjává vált: az 1866-ban kezdődő háború végére, 1868-ra az emírség elvesztette Szamarkandot és keleti területei jó részét, 1873-ban pedig protektorátusi státuszba került az ekkor cári erők által legyőzött Hívai Kánsággal együtt. 1884-ban a déli Merv is az orosz birodalom részévé vált, szinte bekerítve Buharát.
A helyi reformista erők komoly konfliktusba kerültek az eleinte modern felfogásúnak tűnő, de végül abszolutista módon uralkodó, tradicionalista Said Mir Muhammad Olim Xon emírrel. 1918-ban a bolsevik Vörös Hadsereg segítségét kérték, de az ekkor hiába szólította fel a véres megtorlással válaszoló emírt a kormányzat átadására. 1920 szeptemberében a Vörös Hadsereg visszatért Mihail Frunze vezetésével, és rövid harcban bevette Buharát. Az utolsó kán Afganisztánba menekült, és száműzetésben halt meg. Országa Buharai Szovjet Népköztársaságként, 1924-től pedig Buharai Szovjet Szocialista Köztársaságként élt tovább a Szovjetunión belül. 1924-ben a Buharai SZSZK-t egyesítették a Hívai Kánságból létrejött Hívai SZSZK-val, létrehozva az Üzbég SZSZK-t, a mai Üzbegisztán elődjét. Ekkor még ennek részét képezte az újonnan létrehozott Tádzsik Autonóm Szovjet Szocialista Köztársaság is, amit 1929-ben önállósítottak Tádzsik SZSZK néven, megvetve a modern Tádzsikisztán alapjait.
Az új szovjet tagköztársaságok nagyrészt etnikai alapon jöttek létre, ennek ellenére Üzbegisztán lakosságának 10-15%-a a tádzsik kisebbséghez tartozik; a tádzsik nyelv - a perzsa helyi változata - domináns többek között Szamarkandban és Buharában is. Tádzsikisztán legnagyobb kisebbségét az ország nyugati részén élő üzbégek alkotják, akik a szovjet időkben a lakosság közel negyedét alkották, aktuális becslések szerint pedig a népesség 15%-át teszik ki.

## Fordítás
- Ez a szócikk részben vagy egészben  a   Transoxiana című angol Wikipédia-szócikk fordításán alapul.  Az eredeti cikk szerkesztőit annak laptörténete sorolja fel. Ez a jelzés csupán a megfogalmazás eredetét és a szerzői jogokat jelzi, nem szolgál a cikkben szereplő információk forrásmegjelöléseként.